# Будённый (Брянская область)
Будённый — посёлок в Погарском районе Брянской области. Входит в состав Посудичского сельского поселения.

## География
Посёлок находится в южной части Брянской области, на расстоянии приблизительно 7 км (по прямой) на северо-запад от районного центра города Погар.

## История
Посёлок известен с 1920-х годов, в советское время здесь работал колхоз им. Будённого. На карте 1941 года отмечен как поселение с 49 дворами.

## Население
| 2010 | 2013 |
| ---- | ---- |
| 87   | ↘82  |

Постоянное население составляло 223 человека в 1926 году, 129 человек (русские 100 %) в 2002 году, 87 человек в 2010 году.